# 吉野ゆりえ
吉野 ゆりえ（よしの ゆりえ、1968年3月6日 - 2016年7月30日）は、日本の元ダンサー。本名は吉野 由起恵（よしの ゆきえ）。

## 経歴
大分県竹田市出身。大分県立大分雄城台高等学校、筑波大学第三学群国際関係学類卒業。東京アナウンスアカデミー・アナウンス専攻科修了。大学在学中に「ミス日本」を獲得。大学卒業後、社交（競技）ダンスのプロとしてダンスの本場イギリスに10年間留学。その後、日本テレビ放送網の番組「ウッチャンナンチャンのウリナリ!!」の「芸能人社交ダンス部」コーチを歴任。2002年に現役引退。
2005年、筋肉に発生する非上皮性悪性腫瘍の一つ平滑筋肉腫に冒されていることを知る。その後、視覚障害者のためのブラインドダンスの大会を世界で初めて開催。「全日本ブラインドダンス選手権大会」は2006年の24時間テレビの中で放映される。また、東京都立八王子盲学校のダンス部「八盲マルベリーズ」の顧問を務めた。
彼女を題材にした日本テレビ系モクスペ感動ドキュメンタリー『5年後、私は生きていますか？』が2008年5月22日に放送された。またTBSテレビ「私の何がイケないの?」（2014年8月18日放映「ミス日本特集」）でも、その後を取材した模様が放送された。
2012年夏より東京大学医科学研究所に所属し、東大経済学部の松井彰彦教授の「社会的障害の経済理論・実証研究」のプロジェクトメンバーとなる。後腹膜平滑筋肉腫の告知から10年生存が2015年4月に達成された。2016年星槎大学客員研究員。『かまくら春秋』に2013年から「「がん」と闘う舞姫」、2015年から「キャンサーギフト～神様からの贈り物」を連載。
再発転移などにより19度の外科手術を受けたが、2016年7月30日に後腹膜平滑筋肉腫のため死去、48歳。

## 肩書き
- ロンドン・インターナショナル選手権ライジングスターチャンピオン
- 全日本選手権、全日本選抜選手権、全日本セグエ選手権、日本インターナショナル選手権ファイナリスト（リーダー：谷堂誠治）
- 元ミス日本
- 世界ダンス議会国際審査員
- 日本ダンス議会審査員
- 日本ブラインドダンス協会理事、事務局長。
- 日本にサルコーマセンターを設立する会(JSCP)代表

## 著書
- 『いのちのダンス～舞姫の選択～』河出書房新社、2008
- 『三六〇〇日の奇跡 「がん」と闘う舞姫』(星槎大学出版会・かまくら春秋社)2016